# Middle East Eye
Middle East Eye (MEE) ist eine Nachrichtenagentur mit Sitz in London. MEE wurde im April 2014 gegründet und berichtet in englischer und französischer Sprache über Ereignisse im Nahen Osten. Chefredakteur ist David Hearst, der früher für The Guardian geschrieben hat. 
MEE wurde in der Vergangenheit von mehreren Regierungen im Nahen- und Mittleren Osten vorgeworfen, aus Katar finanziert zu werden und Nachrichten im Sinne der islamistischen Muslimbruderschaft zu verbreiten.